# Mira Marko Debelak Deržaj
Mira "Marko" Debelak-Deržaj, slovenska alpinistka in publicistka, * 26. december 1904, Sarajevo, † 27. september 1948, Ljubljana.

## Življenjepis
Rodila se je kot Mira (tudi Miroslava ali Miroslava Marija Štefanija), četrti in najmlajši otrok Janka Debelaka in njegove žene Marije (roj. Kramar). Oče je bil državni poštni uslužbenec in se je z družino pogosto selil po Avstro-Ogrskem cesarstvu. Po vrnitvi v Ljubljano leta 1918 je začela hoditi v gore, prvi plezalni vzpon pa je opravila leta 1924
Leta 1924 se je pridružila Skali, med obema svetovnima vojnama je veljala za eno najuspešnejših alpinistk. Veliko je plezala tako v naših kot tudi v tujih gorah. Med njene najvidnejše dosežke vsekakor sodita prvenstvena vzpona v severni steni Špika leta 1926 (soplezalec Stanko Tominšek) in na Škotskem, ko je 1937 v steni Ben Nevisa skupaj z Edom Deržajem preplezala Slovensko smer. Skupaj je opravila približno 100 alpinističnih vzponov, od tega 23 prvenstvenih smeri, več zimskih vzponov in zahtevnih turnih smukov, kot prva ženska je bila sprejeta v Avstrijski akademski klub.
Poročila se je Božom Pibernikom, po pripovedovanju sina Matjaža Deržaja je šlo za dogovorjeno poroko, od katerega pa se je ločila in spremenila priimek nazaj v Debelak leta 1933. Šele po prestopu iz rimskokatoliške v starokatoliško cerkev se je lahko uradno poročila z Edom Deržajem leta 1938. Že zgodaj je v gorniških krogih dobila vzdevek Marko.
Njeno gorniško kariero je zaznamoval tudi slab odnos s Pavlo Jesih in huda nesreča soplezalca v navezi - Eda Deržaja v Triglavski steni leta 1927. Ker mnogi niso verjeli razlagi nesreče, se je Mira Marko spustila v sodne tožbe, z Edom sta bila izključena iz Skale.
Po njej se imenuje označena planinska pot pod Kanjavčevimi policami in smer v severnem ostenju Velike Mojstrovke.